# Fourth World, Vol. 1: Possible Musics
Fourth World, Vol.1: Possible Musics è un album collaborativo dei compositori Jon Hassell e Brian Eno pubblicato nel 1980.
La presenza di Eno alla registrazione dell'album influì sulla musica di Hassell che, da questo momento, realizzerà composizioni di quella che definirà "Musica del quarto mondo", un termine da lui coniato per identificare quello stile che unisce le sonorità sperimentali ed elettroniche della musica d'avanguardia occidentale a quelle più primitive del terzo mondo. Lo strumento dominante dell'album è la tromba trattata elettronicamente di Hassell che, in ogni brano, viene accompagnata dagli strumenti musicali africani quali le conga e le strumentazioni più "sofisticate" quali il moog.

## Tracce
1. Chemistry – 6:50 (Jon Hassell e Brian Eno)
2. Delta Rain Dream – 3:26 (Hassell e Eno)
3. Griot (Over 'Contagious Magic') – 4:00 (Hassell)
4. Ba-Benzélé – 6:15 (Hassell)
5. Rising Thermal 14° 16' N; 32° 28' E – 3:05 (Hassell e Eno)
6. Charm (Over 'Burundi Cloud') – 21:29 (Hassell)

## Formazione
- Jon Hassell – tromba, sintetizzatore Prophet 5, arpa
- Brian Eno – sintetizzatore Prophet 5, Mini Moog, cloud guitars ed effetti sonori
- Percy Jones – bass (solo in Chemistry)
- Naná Vasconçelos – ghatam, conga e percussioni
- Aïyb Dieng – ghatam, congas
- Michael Brook – basso (solo in Griot)
- Paul Fitzgerald – elettronica (solo in Griot)
- Gordon Philips – applausi (solo in Griot)
- Andrew Tomar – applausi (solo in Griot)
- Tina Pearson – applausi (solo in Griot)
- Jerome Harris – basso (solo in Ba-Benzélé)